# Petrus Hulthijn
Petrus Hulthijn, född 12 april 1652 i Vists socken, död 11 januari 1707 i Mjölby socken, var en svensk präst.

## Biografi
Petrus Hulthijn föddes 12 april 1652 i Vists socken. Han var son till snickaren Olof Nilsson och Catharina Persdotter. Hulthijn blev 1676 student vid Uppsala universitet och prästvigdes 20 maj 1681. Han blev samma år komminister i Västra Husby församling och 7 januari 1695 kyrkoherde i Mjölby församling. Hulthijn var predikant vid prästmötet 1697. Han avled 11 januari 1707 i Mjölby socken.
Hulthijn gifte sig 1 oktober 1682 med Catharina Åkerberg (född 1662). Hon var dotter till kyrkoherden Nicolaus Insulpontanus och Sara Nilsdotter i Gårdeby församling. De fick tillsammans barnen Olof Hulthin (född 1683), kyrkoherden Magnus Hulthin (1684–1753) i Regna församling, Catharina Hulthin (född 1687) som var gift med borgmästaren Lars Korpe i Hjo stad, kyrkoherden Nicolaus Hulthin (född 1689) i Kättilstads församling, studenten Anders Hulthin (1692–1715) och Jonas Hulthin (född 1695).